# 东兴市第二小学
东兴市第二小学是中国广西东兴市的一所公立六年制小学，位于东兴市东兴镇北郊社区。学校占地40亩，建筑面积4000平方米。

## 建校历史
学校始建于1910年，创始人为东兴冲卜的毛湘澄、毛景雍兄弟，曾用校名：东兴简师、北郊小学、东兴中心校。2002年10月升格后改为现名。

## 相关数据
2007年有30个教学班，62名教师， 1850名学生。

## 相关條目
- 东兴市
- 东兴镇第一小学